# Sicherungsvermögen
Als Sicherungsvermögen (früher: Deckungsstock) werden im Versicherungswesen Bilanzpositionen auf der Aktivseite der Versicherungsbilanz bezeichnet, die eine gesetzlich vorgesehene Deckung für bestimmte Verbindlichkeiten und Rückstellungen der Passivseite dienen.

## Allgemeines
Das Sicherungsvermögen ist derjenige Teil der Kapitalanlagen eines Versicherers, der dessen Verpflichtungen aus Versicherungsgeschäften und noch zu gewährendem Versicherungsschutz (Beitragsüberträge), aus noch nicht regulierten Versicherungsfällen (Schadenrückstellung) und aus noch nicht ausgezahlten Gewinnanteilen der Versicherungsnehmer (Rückstellung für Beitragsrückerstattung) deckt. Diese Deckung soll den Versicherungsnehmern das Insolvenzrisiko abnehmen und hat deshalb Funktionen eines Gläubiger- und Anlegerschutzes.

## Deckungsstock als Vorgänger des Sicherungsvermögens
Bis Dezember 2003 erfüllte der Deckungsstock die Funktion des Sicherungsvermögens. Der Deckungsstock war so anzulegen, dass er größtmögliche Sicherheit und Rentabilität bot, jedoch gleichzeitig jederzeit liquidierbar war. Darüber hinaus sollte er angemessen diversifiziert sein. Er wurde vom übrigen Vermögen getrennt verwaltet. Die strengen aufsichtsrechtlichen Bestimmungen wurden durch einen Treuhänder überwacht. Mit der Erweiterung der zu bedeckenden Positionen (z. B. wurden Anzahlungen und Prämiendepots und ein Großteil der Schadenrückstellung nicht durch den Deckungsstock abgesichert) erfolgte – auch zur Vermeidung von Verwechslungen – die Umbenennung dieses Absicherungsinstrumentes in Sicherungsvermögen.

## Bestandteile
Für das Sicherungsvermögen gelten besondere rechtliche Beschränkungen. Diese sollen sicherstellen, dass im Insolvenzfall hinreichende Vermögenswerte im Sicherungsvermögen enthalten sind, um die Ansprüche der Versicherungsnehmer bedienen zu können. Zum Sicherungsvermögen gehören nach § 125 Abs. 1 VAG:
```
   
Darlehensforderungen

   + 
Schuldverschreibungen
 und 
Genussrechte

   + 
Schuldbuchforderungen

   + 
Aktien

   + 
Kapitalbeteiligungen

   + 
Grundstücke
 und 
grundstücksgleiche Rechte

   + Anteile gemäß 
§
 
215
 Abs. 2 Satz 1 Nr. 6 VAG
   + 
Bankguthaben

   = Sicherungsvermögen
```

Eine Konkretisierung der einzelnen Finanzierungstitel und Finanzprodukte, die zum Sicherungsvermögen gehören dürfen, wird in § 2 Abs. 1 Anlageverordnung (AnlV) für Pensionskassen, Sterbekassen und kleine Versicherungsunternehmen vorgenommen. Die AnlV listet die zulässigen Anlageformen auf (§ 2 AnlV), fordert die Beachtung spezieller Mischungsquoten (§ 3 AnlV), enthält Streuungsvorschriften (§ 4 AnlV) und verlangt die Einhaltung der Kongruenzregeln (§ 5 AnlV).
Die Höhe des Sicherungsvermögens muss gemäß § 125 Abs. 2 VAG mindestens zur Deckung folgender Passiva dienen:
```
   
Beitragsüberträge

   + 
Deckungsrückstellung

   + 
Rückstellungen
 für
     * 
noch nicht abgewickelte Versicherungsfälle und Rückkäufe

     * 
erfolgsunabhängige Beitragsrückerstattung

     * unverbrauchte Beiträge aus ruhenden Versicherungsverträgen
   + festgelegter Teil der 
Rückstellung für erfolgsabhängige Beitragsrückerstattung

   + 
Verbindlichkeiten
 aus dem selbst abgeschlossenen Versicherungsgeschäft gegenüber Versicherungsnehmern
   + als 
Versicherungsprämie
 eingenommene Beträge, die ein Versicherungsunternehmen zu erstatten hat
[
2
]

   = das Sicherungsvermögen deckende 
Passiva
```

Das Sicherungsvermögen ist nach § 125 Abs. 4 VAG gesondert von jedem anderen Vermögen zu verwalten.

## Sicherungsvermögen als Insolvenzschutz
Zur Sicherstellung der Ansprüche der Versicherten im Falle einer Insolvenz ist das Sicherungsvermögen ein vom übrigen Vermögen des Versicherungsunternehmens intern getrenntes Sondervermögen, das dem Zugriff anderer Gläubiger entzogen ist; das Sicherungsvermögen ist daher insolvenzfern. Im Insolvenzfall werden aus diesem zuerst die Ansprüche aus den damit abgedeckten Versicherungsverträgen befriedigt. Nur wenn danach noch Vermögen übrig ist, können Vermögenswerte auch zur Abgeltung anderer Ansprüche verwendet werden. Insolvenzrechtlich handelt es sich daher um ein Absonderungsrecht. Die dem Sicherungsvermögen angehörenden Vermögensgegenstände werden in einem Sicherungsvermögensverzeichnis geführt.
In der Lebensversicherung, der privaten Krankenversicherung und der privaten Pflegepflichtversicherung wird das Sicherungsvermögen von einem Treuhänder überwacht.

## Bedeutung für die Versicherungsnehmer
Die besondere Absicherung von Vermögenswerten in Höhe der Verpflichtungen des Versicherers aus Versicherungsverträgen bewirkt einen besonderen Schutz der Versicherungsnehmer im Fall der Insolvenz eines Versicherers. Die Ansprüche der Versicherungsnehmer, obwohl untereinander gleich, rangieren damit vor allen anderen Gläubigern soweit Mittel im Sicherungsvermögen enthalten sind. Allerdings haben Versicherer außer Versicherungsnehmern kaum Gläubiger mit im Vergleich zu denen der Versicherungsnehmer wesentlichen Ansprüchen.
Obwohl der Umfang des Sicherungsvermögens in etwa dem der versicherungstechnischen Rückstellungen entspricht, stellt es nicht die Grundlage für bestimmte Leistungsbemessungen, wie z. B. die Überschussbeteiligung dar. Der Anteil der Versicherungsnehmer an den Kapitalerträgen wird nicht auf Basis des den versicherungstechnischen Rückstellungen zugeordneten Sicherungsvermögens, sondern auf Grundlage aller Aktiva des Versicherers mit besonderen Verteilungsschlüsseln bestimmt. Im Fall der fondsgebundenen Lebensversicherung müssen die in den Verträgen spezifizierten Kapitalanlagen, die auf Rechnung und Risiko der Versicherungsnehmer gemäß den vertraglichen Vereinbarungen gehalten werden, zwar im Sicherungsvermögen aufbewahrt werden, doch beziehen sich die Verträge direkt auf die Kapitalanlagen, nicht auf das Sicherungsvermögen. Insofern dient das Sicherungsvermögen ausschließlich der Absicherung im Insolvenzfall. Die von den im Sicherungsvermögen aufbewahrten Kapitalanlagen erwirtschafteten Kapitalerträge werden meist noch nicht einmal gesondert erfasst.

## International
Als Deckungsstock wird in Österreich ein Sondervermögen eines Versicherungsunternehmens bezeichnet, das getrennt vom übrigen Vermögen des Unternehmens zu verwalten ist, um die Erfüllbarkeit der Ansprüche der Versicherungsnehmer zu gewährleisten. In der Schweiz wird der Begriff des Deckungsstocks identisch benutzt, darüber hinaus wird als Deckungsstock auch die Deckung von Pfandbriefen bezeichnet.

## Wirtschaftliche Aspekte
Das Sicherungsvermögen wird im Rahmen der Portfoliotheorie und des Capital Asset Pricing Models als Portfolio angesehen, dessen Finanzinstrumente und Finanzprodukte einem Finanzrisiko unterliegen, das in ein systematisches und unsystematisches Risiko unterteilt wird:
| Art                     | Merkmale | Risikomaß   | Risikodiversifizierung | Risikoprämie |
| ----------------------- | --- | ----------- | ---------------------- | ------------ |
| systematisches Risiko   | Gesetzesänderungen, Konjunktur, Änderung der Marktdaten, Marktentwicklung, Naturkatastrophen, Wetterrisiko                        | Betafaktor  | Nein                   | Ja           |
| unsystematisches Risiko | Unternehmensdaten wie Bonitätsrisiko, Geschäftsrisiko, Kreditrisiko, Produktrisiko, Rating, Reputationsrisiko, Unternehmenskrisen | Alphafaktor | Ja                     | Nein         |

Das systematische Risiko besteht ausschließlich auf exogenen Einflüssen, das unsystematische Risiko dagegen aus endogenen, die nur bei einem bestimmten Emittenten oder Kreditnehmer vorhanden sind.
Derartige Risiken müssen innerhalb der Risikopolitik durch das Risikomanagement identifiziert (Risikoidentifikation), analysiert (Risikoanalyse), quantifiziert (Risikoquantifizierung), bewertet (Risikobewertung) und bewältigt (Risikobewältigung) werden. Die Risikobewältigung erfolgt durch Streuung im Portfolio etwa nach Anlageklassen, Bonität, Branchen (Branchenmix), Fremdwährungen, Kreditnehmern, Laufzeiten, Regionen, Risikoklassen oder Staaten sowie der Vermeidung/Beseitigung von Klumpenrisiko oder Verringerung der Kredithöhe. Zudem können Sicherungsgeschäfte unsystematische Risiken bei einzelnen Finanzprodukten/Finanzinstrumenten ganz oder teilweise eliminieren wie etwa ein Credit Default Swap das Kreditrisiko.
Für das Portfoliomanagement gibt es Aktuare, die auf Grundlage des § 26 Abs. 6 VAG das Kapitalanlagerisiko nach dem Grundsatz der unternehmerischen Vorsicht (vernünftige kaufmännische Beurteilung) managen müssen, wobei Sicherheit, Qualität, Marktliquidität und Rentabilität des Portfolios als Ganzes sichergestellt werden muss (§ 124 VAG).

## Auswirkungen von Solvabilität II
Seit der Einführung von Solvabilität II zum 1. Januar 2016, also der Umsetzung der EU-Richtlinie in nationales Recht (Versicherungsaufsichtsgesetz), werden quoten-/regelbasierte Vorgaben für das Sicherungsvermögen nur noch für „kleine Versicherungsunternehmen“ im Sinne des § 211 Abs. 1 VAG gemacht. Für die unter das Aufsichtsregime Solvabilität II fallenden Unternehmen sind die quantitativen Vorgaben der Anlageverordnung ersetzt durch prinzipienbasierte Anlagegrundsätze und risikoadäquate Eigenmittelanforderungen.